# Marius Jacob
Alexandre Marius Jacob, noto come Marius Jacob (Marsiglia, 29 settembre 1879 – Reuilly, 28 agosto 1954), è stato un anarchico francese.
Attraverso il furto ai danni di ricchi borghesi, si adoperava per finanziare il movimento anarchico francese. È ritenuto una delle fonti di ispirazione per il personaggio romanzesco di Arsenio Lupin, il ladro inafferrabile di Maurice Leblanc, anche se lo stesso Leblanc lo ha sempre negato.

## Biografia
Nato a Marsiglia, a undici anni s'imbarcò come mozzo su varie navi, compresa una baleniera che, al largo dell'Australia, si rivelò essere una nave pirata. A sedici anni tornò a casa, malato, in compagnia di un giovane anarchico e dei libri che questi portava. 
Fu un artista del furto, inventore di nuove tecniche che ebbero poi numerosi imitatori. Rimangono insuperati l'abilità nel travestimento spesso da prete, lo studio scientifico e le esercitazioni pratiche su ogni tipo di cassaforte, l'uso di un rospo come "palo": aveva osservato che queste bestiole cessano di gracidare quando si avvicina qualcuno. Questa genialità diveniva spettacolare quando, rocambolescamente, riusciva ad evadere dal carcere. 

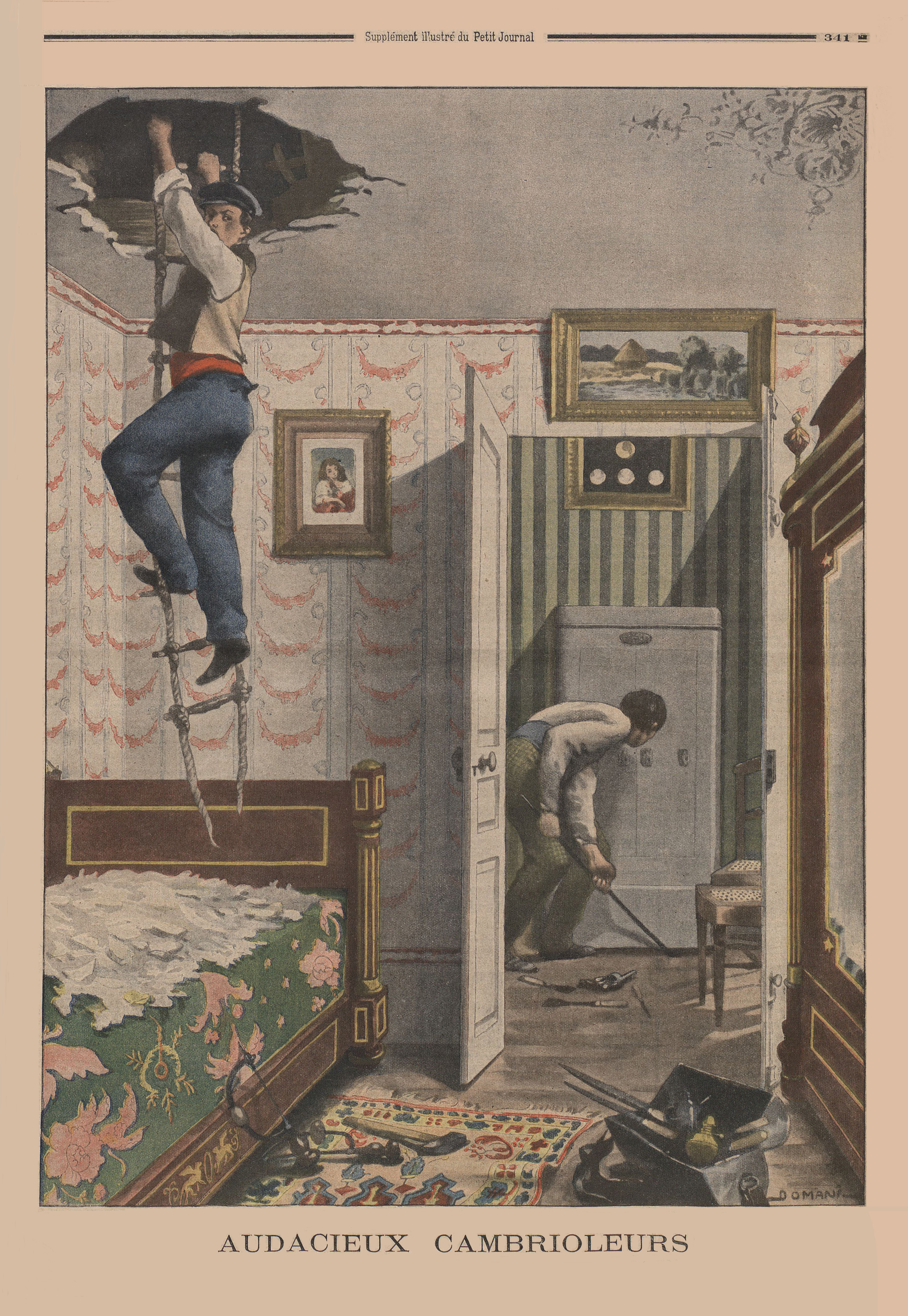
«Audacieux cambrioleurs», Le Petit Journal, 27 ottobre 1901

In soli tre anni, dal 1900 al 1903, con la sua banda i lavoratori della notte realizzò oltre centocinquanta "recuperi" ai danni di finanzieri, prelati e magistrati. Inizialmente vicino all'illegalismo, come la banda Bonnot, ideologicamente poi se ne differenziò avvicinandosi a una visione anarco-individualista dell'esproprio proletario, non fine a sé stesso (nel 1948 scrisse: "Non credo che l'illegalità possa liberare l'individuo nella società odierna... Fondamentalmente, l'illegalità, considerata come un atto di rivolta, è più una questione di temperamento che di dottrina")..
Arrestato con tutta la banda nel 1903, trasformò la propria difesa in un comizio: "una parte del mondo vive nel freddo, nella fame, nel dolore. Io ho voluto vendicarla". 
(Dichiarazione di Alexandre Marius Jacob davanti ai giudici, 8 marzo 1905)
Condannato all'ergastolo (1905) per l'omicidio di un poliziotto durante una fuga dopo un furto, dopo vari tentativi d'evasione fu spedito al penitenziario della Caienna, nella Guyana francese, e dislocato infine alle Îles du Salut. 

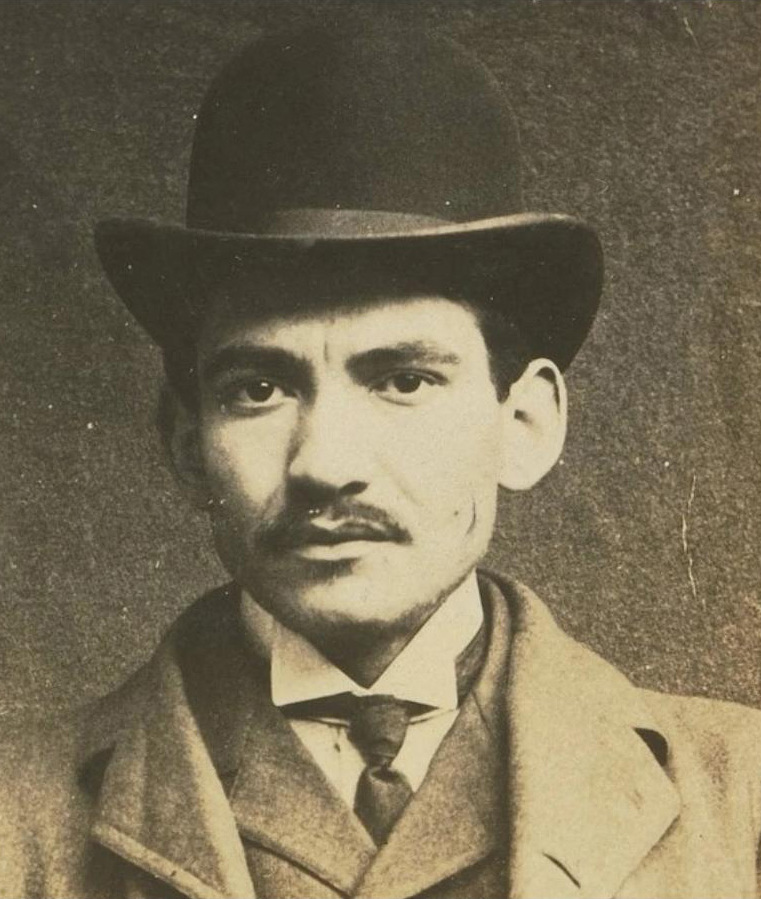
Foto segnaletica del 1903

Ricevette prima una commutazione, poi la grazia il 31 dicembre 1927 in seguito a una campagna politica contro le condizioni pessime dei bagni penali e ripetute richieste e lettere della madre al ministero della giustizia; alla fine del 1928 ritorna infine in Francia. La compagna storica, Rose, è morta mentre lui era in detenzione. Jacob si rifece comunque una vita in Francia (partecipò anche alla propaganda anarchica, si dedicò alla scrittura e si recò in Spagna allo scoppio della guerra civile spagnola), sposò la nuova compagna, Paulette, e a 75 anni troncò volontariamente la sua esistenza, uccidendosi con un'iniezione letale di morfina, durante una festa a casa sua nel 1954. Alcuni anni prima erano morte l'amata madre Marie, e poi la moglie (1947). Prima di iniettarsi la dose fatale, fece la stessa cosa al suo vecchio e amato cane Negro. Lasciò una lettera in cui scrisse:
(Biglietto d'addio di Jacob)
Fu sepolto nel cimitero locale. La sua casa è oggi un museo, e un vicolo vicino gli è stato intitolato nel 2004.

## Influenza culturale
Alle sue imprese si ispirò lo scrittore francese Maurice Leblanc per ideare Arsenio Lupin, il ladro gentiluomo, protagonista di una fortunata serie di romanzi polizieschi e telefilm. Jacob ebbe tutta l'ammirazione di un altro bandito anarchico, Jules Bonnot, il quale ebbe modo di parlare del suo eroe, nascondendo probabilmente l'ammirazione, con sir Arthur Conan Doyle, autore di Sherlock Holmes, perché per un certo periodo fu il suo autista personale.

## Opere

### In italiano
- Abbasso le prigioni tutte le prigioni, a cura di Andrea Ferreri, Lecce, Bepress, 2009.
- I lavoratori della notte, a cura di Andrea Ferreri, Lecce, Bepress, 2009.

### In francese
- Travailleurs de la nuit, Paris, L'Insomniaque, 1999, 157 p. (ISBN 2-908744-50-3).
- Extermination à la française: lettres de prison et du bagne à sa mère, Paris, L'Insomniaque, 2000, 158 p. (ISBN 2-908744-36-8).
- Écrits, Paris, L'Insomniaque, 2004, 846 p. (ISBN 2-908744-67-8).
- L’homme libre: prison, Josette, anarchie, Éditions de la Pigne, 2022, 192 pages, nouveautes-editeurs.bnf.fr

### Articoli
- Souvenirs d’un révolté
- Pourquoi j’ai cambriolé, Germinal, 19 marzo 1905